# What's It Gonna Be
What's It Gonna Be is een single van de Britse bassline-groepen H "Two" O en Platnum uit 2008.

## Achtergrond
What's It Gonna Be is geschreven door Selim Ben Rabha en Mina Poli en geproduceerd door Platnum. Het is voor beide groepen de grootste hit van hun carrière; voor H "Two" O is het zelfs de enige single. Het nummer werd gereleaset als single met een aantal verschillende remixen op het nummer door dj's als Agent X Re-rub, Jason Herd, Thomas Gold, Vandalism en Jamie Duggan. Het lied was vooral in het Verenigd Koninkrijk een succes; daar belandde het op de tweede plek van de UK Singles Chart. Ook in Nederland werden hitlijsten behaald. In de Top 40 stond het 3 weken genoteerd en kwam het tot de 33e positie, terwijl het het dubbele aantal weken in de Single Top 100 stond en daar tot de 34 plaats kwam.